# Juan Soler-Espiauba
Juan Soler-Espiauba Gallo est un homme politique espagnol membre du Parti populaire (PP).
Il est désigné sénateur de la Communauté de Madrid en juillet 2015.

## Biographie

### Vie privée
Il est célibataire.

### Profession
Il est titulaire d'une licence en histoire moderne et contemporaine et d'une licence en sciences politique et sociologie.

### Activités politiques

#### Débuts et ascension
Il est élu député à l'Assemblée de Madrid lors des élections du 10 juin 1987. Réélu en 1991 et 1995, il ne se représente pas en 1999. Il est finalement réélu au cours des élections du 25 mai 2003. Le 22 novembre suivant, il est choisi pour occuper le mandat de sénateur laissé vacant par la nouvelle présidente de la Communauté de Madrid, Esperanza Aguirre. Son mandat prend fin avec la dissolution des Cortes Generales en janvier 2004.

#### Maire de Getafe
Pour les élections municipales du 22 mai 2011, il mène la liste du Parti populaire dans le fief socialiste de Getafe, dans la banlieue de Madrid. Au soir du scrutin, le PP est pour la première fois depuis la fin du franquisme en tête dans la ville avec 12 conseillers municipaux sur 27, contre neuf au Parti socialiste ouvrier espagnol (PSOE). Le 11 juin, Juan Soler est investi à 50 ans maire de Getafe avec 12 voix favorables, contre neuf au maire socialiste sortant Pedro Castro.
Aux élections municipales du 24 mai 2015, il confirme la première position du Parti populaire mais recule avec seulement neuf élus. Le 13 juin suivant, la candidate du PSOE Sara Hernández lui succède, ayant rallié la majorité absolue du conseil municipal.
À peine un mois plus tard, il est de nouveau élu sénateur par l'Assemblée de Madrid.